# Донатела Версаче
Донатела Версаче (на италиански: Donatella Versace) е италиански моден дизайнер, тя е по-малката сестра на основателя на модна къща Versace – Джани Версаче. След убийството на великия дизайнер през 1997 г., тя става основното креативно звено във фамилната компания. Нейната титла е вицепрезидент на Версаче Груп и Главен дизайнер на модната линия. Тя притежава 20% от Версаче. Нейният брат Санто Версаче има 30%, а дъщеря ѝ Алегра Версаче наследява от Джани Версаче 50%. И под нейното ръководство Versace продължават да са сред лидерите в световната мода.

## Биография
Донатела Версаче е родена на 2 май 1955 г. в италианския град Реджо ди Калабрия. Тя е най-малкото от четирите деца на фамилия Версаче. Баща ѝ е бил личен финансист на италианската аристокрация. По-голямата ѝ сестра Тина умира на 12-годишна възраст от неправилно лекувана тетанусова инфекция. В средата на 70-те Донатела Версаче тръгва по-стъпките на по-големия си брат Джовани (Джани) и следва 'Моден дизайн на плетива' във Флоренция, Италия. В началото тя планира да работи като PR на брат си, но Джани я чувства като своя „муза и критик“, както казва Донатела в интервю пред сп. Vogue.
По-късно Донатела Версаче навлиза дълбоко в модния свят. През 1980-те Джани пуска парфюм, посветен на нея и ѝ дава линия Versus, която е стабилна част от Версаче индустрията. През 1993 г. тя създава детска и младежка модна линия Versace Young.
Донатела е първата, която използва известности, вместо непознати модели, за да рекламира и предлага своите облекла както на модните подиуми, така и други публични медии, като реклама. Донатела Версаче е известна със звездните си клиенти и бляскави партита, на които редовно присъстват сър Елтън Джон, Елизабет Хърли, Катрин Зита-Джоунс и Кейт Мос. Тя умело използва имиджа на популярни шоузвезди като Мадона, Бритни Спиърс, Кристина Агилера, Деми Мур, Дженифър Лопес и т.н. Те носят роклите ѝ на Оскарите, на сватбите си и на престижни събития.
Смъртта на Джани Версаче, застрелян на 15 юли 1997 г. на стълбите пред къщата му в Маями, Флорида разтърсва света. 25-годишният извършител и сериен убиец Андрю Кунанан се самоубива десет дни по-късно.
Джани Версаче избира за свой наследник в компанията 11-годишната тогава Алегра Версаче (30 юни 1986) – дъщеря на Донатела Версаче от брака ѝ с американския модел Пол Бек (с когото се развежда по-късно), защото е „изключително дете“, но и за да избегне конфликт между брат си Санто и сестра си Донатела. Донатела Версаче и Пол Бек имат и син Даниел, роден през 1989 г., но той наследява единствено колекцията от картини на чичо си. Санто Версаче е президент и се занимава с финансите.
Година и 3 дни след смъртта на брат си, през юли 1998 г., Донатела представя своята първа колекция висша мода за Versace Atelier под името Versus, в хотел Риц, Париж. Тя построява своя подиум над басейна на хотела, както прави брат ѝ всеки сезон. С тази и следващите колекции Донатела доказва, че бъдещето на модна къща Versace е в сигурни ръце.
Но през 2004 г. се оказва, че положението на фамилната компания никак не е розово. Versace е затънала в дългове, Донатела е зависима от наркотици и пластична хирургия, а Санто (брат на Джани и Донатела) е в тежка депресия. Дъщерята на Донатела се разболява от анорексия няколко години по-късно и се подлага на лечение.
През 2008 г. Донатела построява Палат Версаче Дубай, като предстои и построяване на втори Палат Версаче.
През 2009 г. американката Дебора Бол издава биография, в която разказва за необикновения живот на семейство Версаче. В нея за пръв път Донатела и Санто (по-малко известният брат) разказват за драмите, които непрестанно преследват фамилията.
Авторката е дългогодишен бизнес журналист в Европа. За написването на книгата тя използва голям обем достоверна информация, като осъществява достъп и до полицейски доклади.
Резултатът е четиво, което според мнозина е изключително обективно и едновременно любопитно. Прави опит да разбули мистерията около убийството на гениалния Джани Версаче. В историята участват известни личности от света на модния бизнес.
В оригинал заглавието на книгата е House of Versace. The Untold Story of Genius, Murder, and Survival. От съвсем скоро българските читатели имат възможността да се сдобият с изданието и на роден език – „Модна къща „Версаче“.

## Дизайнер на костюми
- Trailer for a Remake of Gore Vidal's Caligula (2005)